# Nahabed Kuceak
Nahabed Kuceak (sau Nahapet Kuceak, în rusă Наапет Кучак) a fost un poet armean care a trăit prin secolul al XVI-lea (se pare că anul morții este 1592).
Lirica sa poartă amprenta puternică a poeziei populare și este alcătuită din catrene cu caracter gnomico-filozofic, cântece de pribegie și cântece de iubire.
Se remarcă profunzimea simțirii, grația și delicatețea naturală a expresiei.
Orașul Kuceak din Armenia, fondat în perioada 1829-30, îi poartă numele.